# Cantó de Verfuèlh
El cantó de Verfuèlh és un cantó francès del departament de l'Alta Garona, a la regió d'Occitània. Està enquadrat al districte de Tolosa i té 7 municipis i el cap cantonal és Verfuèlh.

## Municipis
- Verfuèlh
- Bonrepaus Riquet
- Gaure
- Granhaga
- La Valeta
- Sent Marcèl e Paulèl
- Sent Pèire